# Remy van den Abeele
Pour les articles homonymes, voir Van Den Abeele.
Remy van den Abeele est un peintre et sculpteur surréaliste belge né à Dampremy (Charleroi) le 15 août 1918 et mort à Soignies le 9 mai 2006.

## Biographie
Remy van den Abeele fait ses études à l'Académie royale des Beaux-Arts de Mons où son professeur est Louis Buisseret. Initié au surréalisme par Marcel Parfondry et Achille Chavée, il expose ses toiles à Binche en 1952 et entre dans le groupe Schéma en 1956. Il reçoit la même année une bourse de l'État belge et voyage en Italie. 
En 1961 il crée la couverture de Surréalisme en Wallonie pour Savoir et Beauté et assure de 1961 à 1968 la direction de Tendances Nouvelles à La Louvière. En 1972 un film sur l'artiste et son œuvre, Remy van den Abeele au Soleil de la Mi-nuit est réalisé par Mme Jean Lhoute, avec un commentaire de Louis Scutenaire, dit par Irène Hamoir. Un ouvrage sur son œuvre est édité en 1978 par le Centre Belge du Bijou Contemporain (texte de Bernard de Mello). En 1982 une rétrospective est présentée au Musée des Beaux-Arts de Mons. Il est ensuite directeur honoraire de l'Académie des Beaux-Arts de Binche.
Louis Scutenaire et Irène Hamoir, depuis leur rencontre en 1960 avec Remy van den Abeele, ont donné leurs titres à plusieurs de ses peintures. Dans le legs « Irène Scutenaire-Hamoir », le couple n'ayant pas d'enfant, dont Tom Gutt est l'exécuteur testamentaire, au Musée royal d'art moderne à Bruxelles (Musées royaux des beaux-arts de Belgique) figurent six œuvres de Remy van den Abeele dont le Nu Mon amie (1970), toujours exposé dans leur maison de la rue de la Luzerne. Il existe par ailleurs un portrait de Scutenaire peint en 1971 par Remy van den Abeele, que le modèle estimait « d'une exactitude absolue tant extérieure qu'intérieure ».
Du 5 juin au 31 août 2009, une exposition rétrospective en hommage à Remy van den Abeele a eu lieu à la Vieille Cense de Marloie. 
Du 1er octobre au 31 octobre 2010, cette exposition a été remontrée au public au Kursaal de Binche.

## Décoration
- Officier de l'ordre de Léopold (arrêté royal du 8 septembre 1997, avec effet au 8 avril 1996)[2].

## Musées
Depuis 2018, le Famenne & Art Museum propose un espace entièrement consacré à l’œuvre de Remy Van den Abeele. Avec près de 50 œuvres, le musée a à disposition la plus grande collection  de l'artiste. La scénographie s’articule autour de la visite de l’appartement d’un collectionneur d’art, spécialisé dans le travail de Remy Van den Abeele. 
Des expositions temporaires éclairent divers aspects du travail de Van den Abeele, en le comparant à des artistes contemporains : Remy Van den Abeele en rage (29 septembre 2018 - 27 février 2019) ; Van den Abeele & Delcol. Remy versus Roland (30 mars - 31 août 2019) ; Brique un jour, briques toujours (5 juin - 30 septembre 2021) ; Presse & Art (28 avril - 27 août 2023) ; Van de Woestyne - Van den Abeele. Univers parallèles (26 avril - 24 août 2025). 
Les œuvres de Remy Van den Abeele sont également exposées dans les musées suivants :
- musées des Beaux-Arts : Bruxelles, Charleroi, Mons ;
- ministère de la Culture, administration des Beaux-Arts, Bruxelles ;
- villes de La Louvière, Binche, Soignies, Morlanwelz ;
- province de Hainaut.